# Vaïochórion (Thessalonique)
Vaïochórion (grec moderne : Βαϊοχώριον), jusqu'en 1926 connu sous le nom de Váis Koulá (grec moderne : Βάις Κουλά), est une localité située dans le dème de Vólvi, dans le district régional de Thessalonique, dans la periphérie de Macédoine-Centrale, en Grèce.
Selon le recensement de 2011, elle compte 69 habitants.